# Catherine Ndereba
Wincatherine Nyambura »Catherine« Ndereba, kenijska atletinja, * 21. julij 1972, Nyeri, Kenija.
Nastopila je na poletnih olimpijskih igrah v letih 2004 in 2008, obakrat je osvojila srebrno medaljo v maratonu. Na svetovnih prvenstvih je v isti disciplini osvojila naslova prvakinje v letih 2003 in 2007 ter podprvakinje leta 2005. Štirikrat je osvojila Bostonski maraton, dvakrat Chicaški maraton in enkrat Osaški maraton. 7. oktobra 2001 je postavila svetovni rekord v maratonu s časom 2:18:47, veljal je eno leto.